# غريغوريو مارانيون
غريغوريو مارانيونل إي بوساديليو (بالإسبانية: Gregorio Marañón y Posadillo)‏ طبيب متخصص في علم الغدد الصم ومؤرخ وكاتب وفيلسوف إسباني، ولد في مدريد 27 مارس 1960. وكان قد تزوج دولوريس مويا في عام 1911، وأنجب أربعة أطفال كارمن، بيلين، ماريا إبزابيل وغريغوريو. وتوفي في مدريد في 27 مارس 1960. وكان ساهم في المحاولة الانقلابية ضد الجنرال بريمو دي ريفيرا

## روابط خارجية
- غريغوريو مارانيون على موقع مونزينجر (الألمانية)